# États-Unis aux Jeux olympiques d'hiver de 1976
Les États-Unis participent aux Jeux olympiques d'hiver de 1976, organisés à Innsbruck en Autriche. Cette nation prend part aux Jeux olympiques d'hiver pour la douzième fois après avoir participé à toutes les éditions précédentes. La délégation américaine, formée de 106 athlètes (76 hommes et 30 femmes), obtient 10 médailles (3 d'or, 3 d'argent et 4 de bronze) et se classe au troisième rang du tableau des médailles.

## Médaillés
| Médaille                            | Nom                           | Discipline          | Épreuve              |
| ----------------------------------- | ----------------------------- | ------------------- | -------------------- |
| Médaille d'or, Jeux olympiques      | Dorothy Hamill                | Patinage artistique | Femmes               |
| Médaille d'or, Jeux olympiques      | Peter Mueller                 | Patinage de vitesse | 1 000 mètres hommes  |
| Médaille d'or, Jeux olympiques      | Sheila Young                  | Patinage de vitesse | 500 mètres femmes    |
| Médaille d'argent, Jeux olympiques  | Leah Poulos-Mueller           | Patinage de vitesse | 1 000 mètres femmes  |
| Médaille d'argent, Jeux olympiques  | Sheila Young                  | Patinage de vitesse | 1 500 mètres femmes  |
| Médaille d'argent, Jeux olympiques  | Bill Koch                     | Ski de fond         | 30 kilomètres hommes |
| Médaille de bronze, Jeux olympiques | James Millns Colleen O'Connor | Patinage artistique | Danse sur glace      |
| Médaille de bronze, Jeux olympiques | Dan Immerfall                 | Patinage de vitesse | 500 mètres hommes    |
| Médaille de bronze, Jeux olympiques | Sheila Young                  | Patinage de vitesse | 1 000 mètres femmes  |
| Médaille de bronze, Jeux olympiques | Cindy Nelson                  | Ski alpin           | Descente femmes      |